# غورو

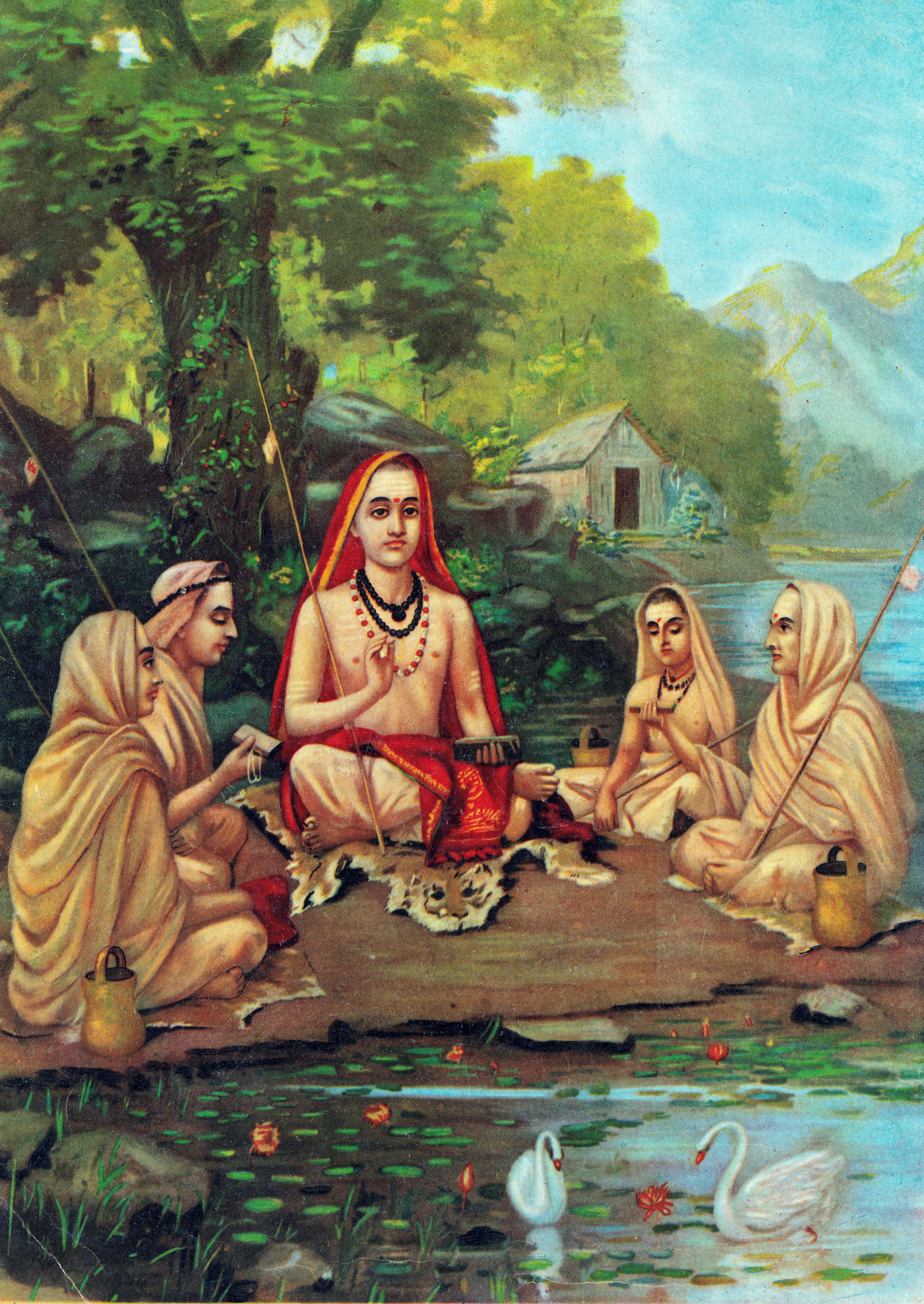

غورو (بالإنجليزية Guru، بلسنسكريتية gurū :IAST ،गुरू)، هو لفظ يطلق على من لديه معرفة عميقة وحكمة ومرجعية في مجال ما يستخدمها في إرشاد الآخرين (معلم). وفي اللغة السنسكريتية يعني المقطع غو «الظلام» والمقطع رو «النور».
يستخدم لفظ «غورو» دينياً في كل من الهندوسية والسيخية، وبعض الديانات الهندية الأخرى، وكذلك في بعض الحركات الدينية المستحدثة.